# Doncaster
Doncaster je grad u Engleskoj, u regiji Yorkshire i Humber. Nalazi se 27 km sjeveroistočno od Sheffielda, s kojim dijeli međunarodnu zračnu luku. Od Londona je udaljen oko 235 km u pravcu sjevera, a od Manchestera oko 75 km u pravcu istoka.
Prema popisu stanovništva iz 2001. godine, Doncaster ima 67.977 stanovnika. Šire gradsko područje ima 286.866 stanovnika.
Doncaster se u 19. i 20. stoljeću razvio velikom brzinom zahvaljujući rudnicima ugljena i željeznici, kojom se ugljen prevozio diljem zemlje. Zatvaranjem rudnika 1970-ih i 1980-ih, grad je doživio gospodarske poteškoće, koje su dijelom riješene razvitkom tercijarnih djelatnosti, zahvaljujući dobroj prometnoj povezanosti s ostatkom Ujedinjenog Kraljevstva.
U Doncasteru se održavaju popularne konjičke utrke, a posljednjih je godina uspješan nogometni klub Doncaster Rovers, trenutačno u Football League Championshipu.

## Vanjske poveznice
- Službena stranica  Arhivirana inačica izvorne stranice od 26. studenoga 1999. (Wayback Machine) (engl.)

### Ostali projekti
|  | Zajednički poslužitelj ima još gradiva o temi Doncaster |